# ماكس جاكوبسون
ماكس جاكوبسون (بالألمانية: Max Jacobson)‏ هو طبيب ألماني، ولد في 3 يوليو 1900 في ألمانيا، وتوفي في 1 ديسمبر 1979.